# Anthony Winkler Prins
Anthony Winkler Prins  (Voorst, 30 januari 1817 – Voorburg, 4 januari 1908), geboren als Anthonij Prins, was een Nederlandse encyclopedist, schrijver, dichter, dominee en vrijmetselaar. Hij was hoofdredacteur van de later naar hem genoemde Winkler Prins Encyclopedie.

## Levensloop

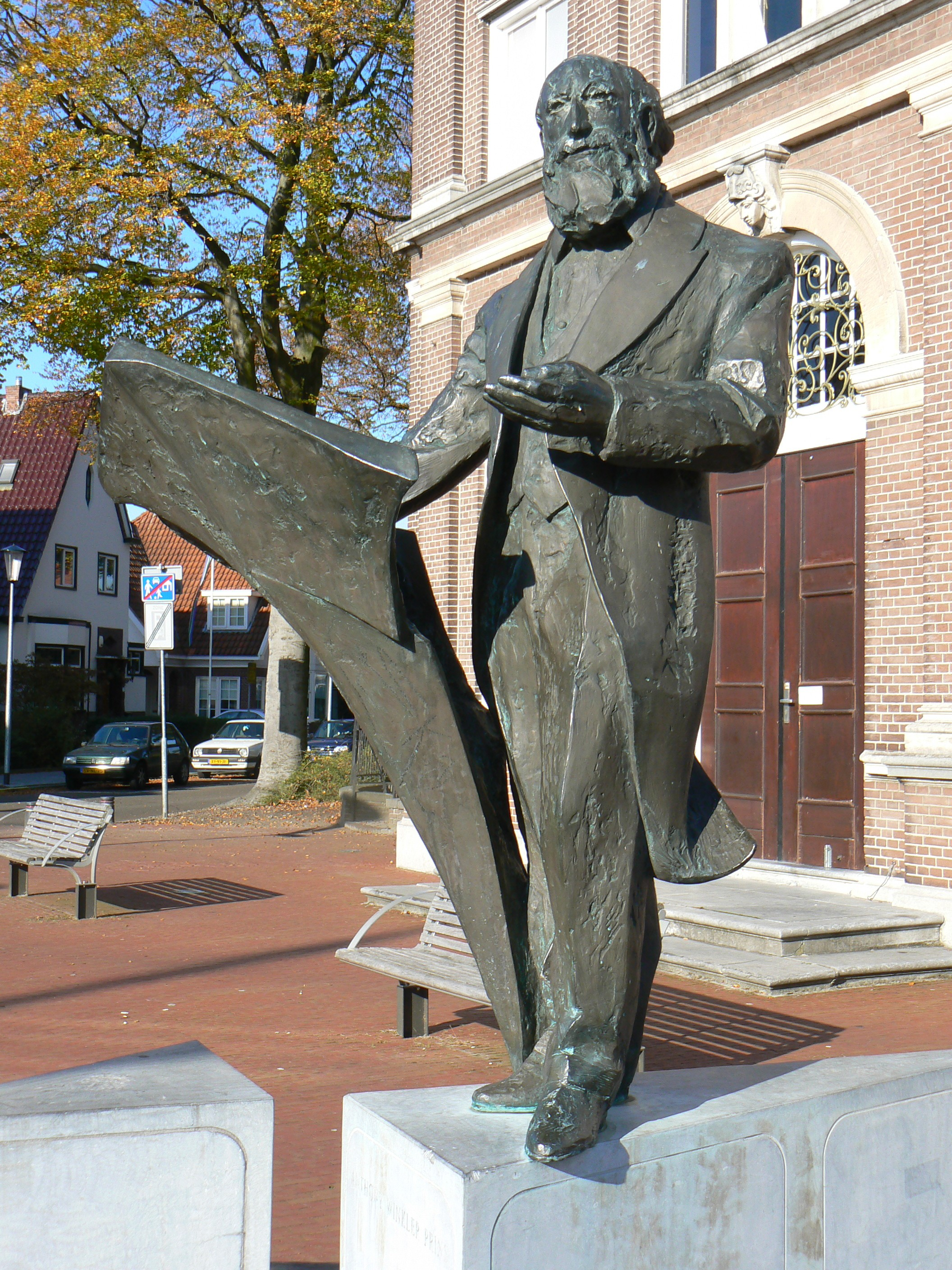
Standbeeld van Anthony Winkler Prins voor het Veenkoloniaal Museum te Veendam

Winkler Prins werd geboren te Voorst als zoon van de apotheker Jacob Prins en Johanna van Marle Winkler. Over zijn geboortedag bestaat enige verwarring. In de tweede druk van de door hemzelf geredigeerde encyclopedie staat 31 januari 1817 vermeld, maar de geboorteakte vermeldt 30 januari.
Hij studeerde natuurwetenschappen en letteren aan de Universiteit Utrecht, en theologie aan het Doopsgezind Seminarium te Amsterdam. In zijn studententijd werd hij lid van het Utrechtsch Studenten Corps. Van 1841 tot 1850 was hij predikant te Tjalleberd. Op 33-jarige leeftijd werd hij doopsgezind predikant te Veendam, voor een jaarsalaris van duizend gulden.
Winkler Prins is vandaag de dag bij de meeste mensen vooral bekend van de naar hem vernoemde encyclopedie, maar in Veendam wordt hij nog steeds om veel meer zaken geëerd. De Rijksscholengemeenschap is naar hem vernoemd en in het Veenkoloniaal Museum herinneren nog veel zaken aan deze productieve man. Veendam is niet alleen de plaats waar hij een deel van zijn leven heeft gewoond, ook realiseerde hij voor zijn gemeente een hogere burgerschool, een Latijnse school voor meisjes en een Kweekschool voor onderwijzers en onderwijzeressen. Hij was bij de loge L'Union Provinciale in de vrijmetselarij ingewijd. Winkler Prins was in 1878 medeoprichter van de vrijmetselaarsloge Het Noorderlicht te Veendam, waarvoor hij enkele gedichten en gezangen schreef. Op 31 oktober 1879 richtte hij met andere notabelen de Eerste Groninger Tramway-Maatschappij op. Deze zou op den duur de langste paardentramlijn van Europa onderhouden.
Naast het predikambt verrichtte hij tal van werkzaamheden zoals het schrijven van hoofdartikelen voor zes provinciale kranten, het maken van gedichten en almanakken in tijdschriften, het populariseren van boeken over natuurkunde en het vertalen van populair-wetenschappelijke werken uit het Engels en Duits.
Winkler Prins accepteerde het verzoek van de Amsterdamse uitgever Brinkman om hoofdredacteur te worden van een geïllustreerde encyclopedie. Dertien jaar heeft hij er aan gewerkt en in 1870 verscheen het eerste deel van de 'Geïllustreerde encyclopedie'. Twaalf jaar later, in 1882, verscheen het zestiende en laatste deel. In datzelfde jaar ging Winkler Prins, die inmiddels 65 was geworden, als dominee met emeritaat en verhuisde naar Amsterdam.
Nauwelijks had hij zich daar gevestigd of hij werd door de uitgeversmij Elsevier gevraagd om de encyclopedie te herzien en uit te breiden. De tweede druk verscheen al in 1884. In Amsterdam was hij onder andere voorzitter van een vrijmetselaarsloge. Na Amsterdam vestigde het echtpaar Winkler Prins zich te Lisse en daarna te Voorburg.
Een lied van zijn hand (getoonzet door Richard Hol) werd opgenomen in de liedbundel Kun je nog zingen, zing dan mee (1e druk in 1906). Het betrof een canon met de beginregels: 'Kling - klang! Kling - klang! Over het woud galmen de klokken als Eng'lengezang'. Door de populariteit en lange drukgeschiedenis van dit liedboek (41e druk in 1986) bleef dit decennialang een in ruime kring bekend liedje.
Winkler Prins bleef tot op hoge leeftijd uiterst energiek en vitaal. Hij was 78 jaar toen hij met een van zijn vier zoons over de Kagerplassen van Lisse naar Leiden schaatste en terug. Op zijn tachtigste preekte hij weer eens in Veendam en op Schiermonnikoog. Voor de Delftse Courant schreef hij nog 150 hoofdartikelen. In totaal zou hij in zijn leven 39.000 velletjes A4 hebben volgeschreven.
Winkler Prins overleed in 1908 op 90-jarige leeftijd te Voorburg. Na zijn overlijden opende een dochter een briefje van hem. Daarin stond:
"Als ik mocht overlijden, dan mogen mijn vrouw en kinderen weten dat ik een lang en gelukkig leven heb gehad. Het bericht van mijn overlijden moet alleen geplaatst worden in de Nieuwe Veendammer Courant."

## Herbegrafenis

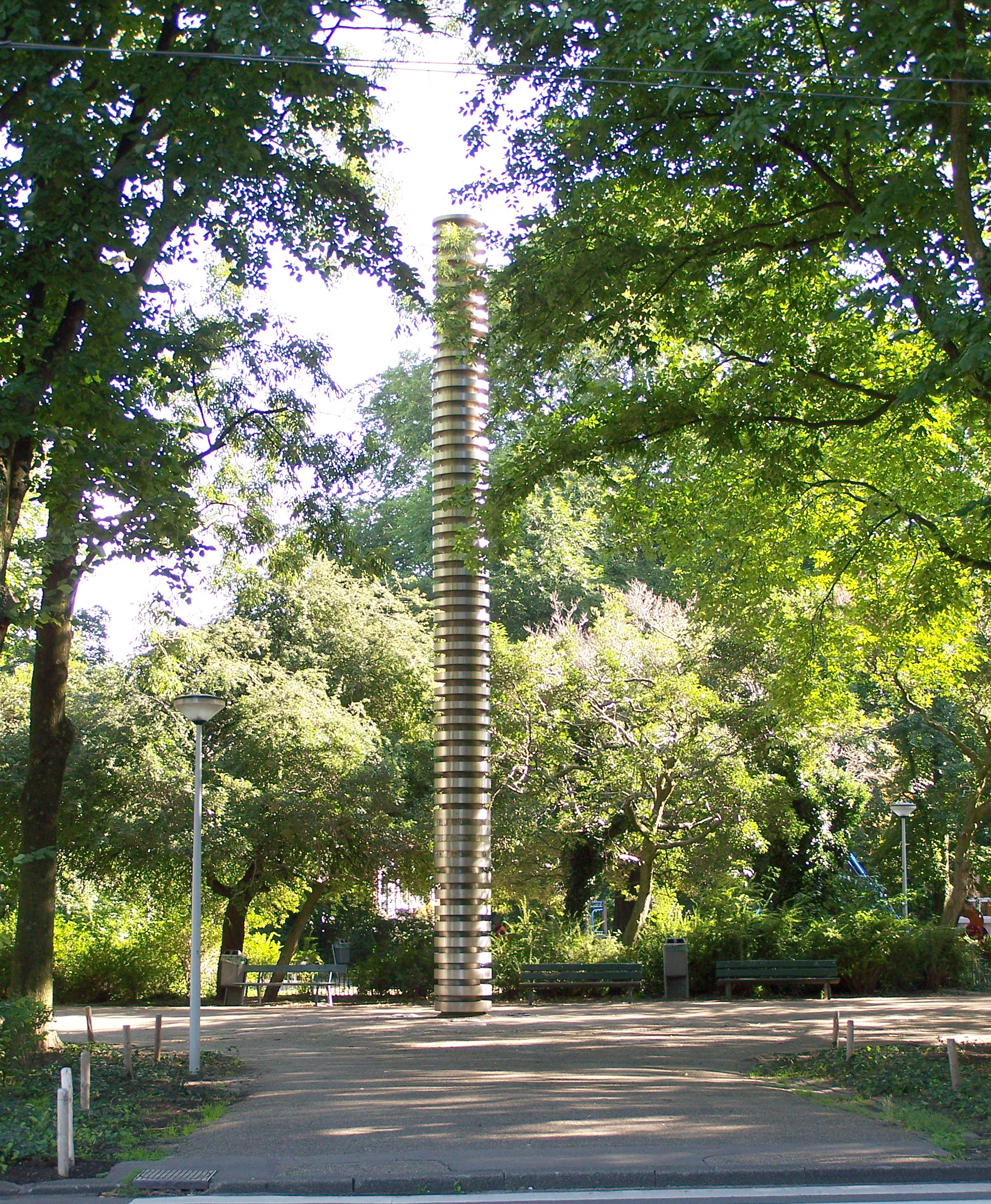
Monument voor Anthony Winkler Prins, Frederiksplein, Amsterdam.

Winkler Prins werd te Voorburg begraven, evenals drie jaar later zijn echtgenote Henriëtta Klijnsma. Het graf raakte erg verwaarloosd en er stond zelfs geen grafsteen, alleen een paaltje met het nummer 48. Dat Winkler Prins indertijd in Voorburg en niet te Veendam werd begraven had waarschijnlijk een praktische reden; destijds zou elke gemeente op de route tussen Voorburg en Veendam apart toestemming voor doortocht van de lijkkist hebben moeten verlenen.
Mede op grond van het briefje van Winkler Prins ijverde Petra Maters, directeur van het Veenkoloniaal Museum, vanaf 2003 voor herbegrafenis van het echtpaar Winkler Prins te Veendam. Het college van burgemeester en wethouders van Veendam noemde de verbondenheid van Winkler Prins met Veendam een goede reden om tot herbegrafenis over te gaan. Begin 2005 gaf de gemeente Leidschendam-Voorburg hiervoor toestemming. Het echtpaar is op 9 september 2005 in Veendam herbegraven, naast het graf van de moeder van Winkler Prins en dat van een van zijn zoons. Er is een grafsteen geplaatst met de tekst 'Teruggekeerd in Veendam op september 2005'. In de gemeente Leidschendam-Voorburg is op 13 september 2008 een gedenkteken onthuld voor Winkler Prins vlak bij het huis waar hij gewoond heeft, op de Laan van Nieuw Oosteinde 17.

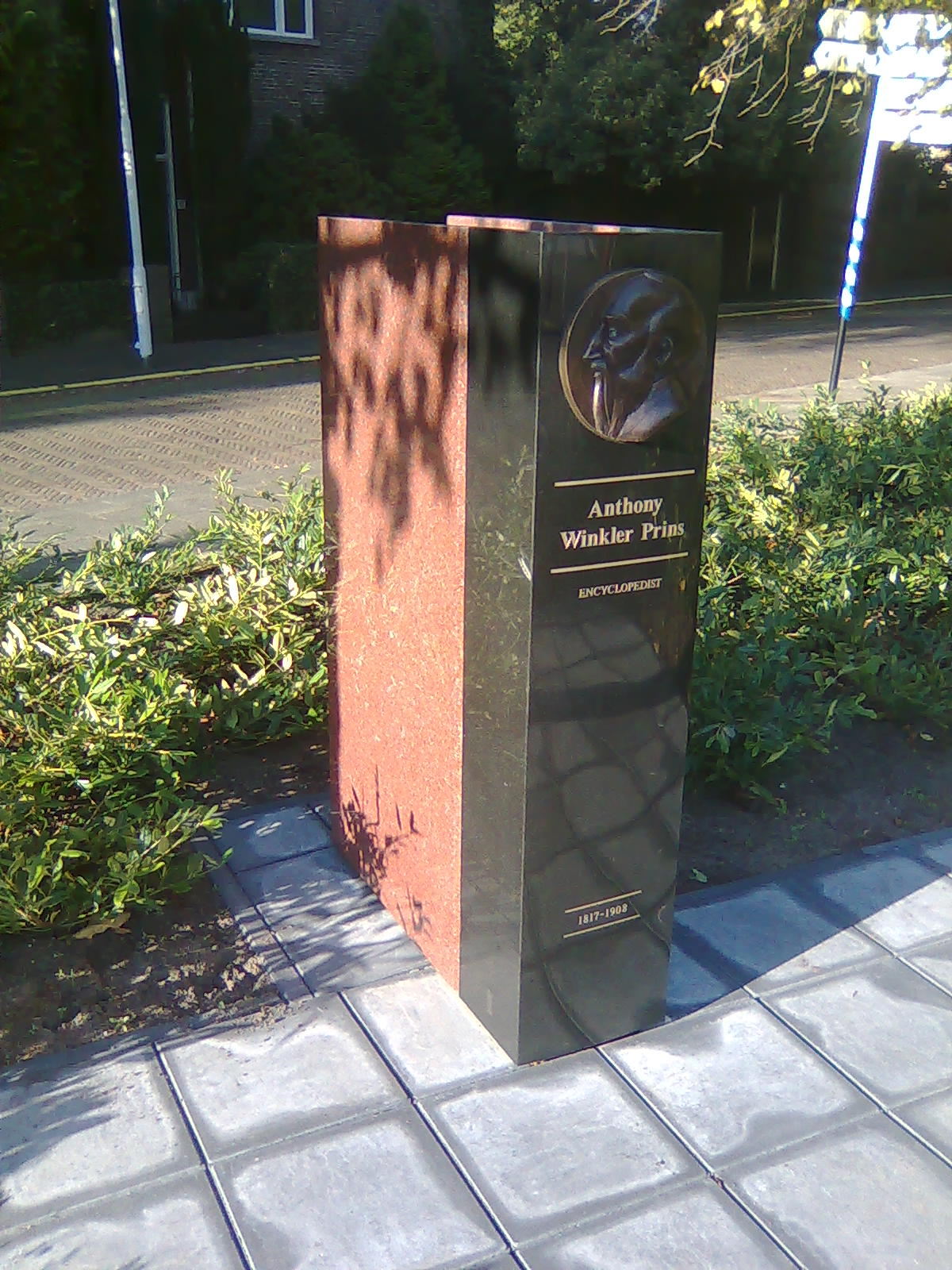
Gedenkteken Anthony Winkler Prins te Voorburg.